# Alexander Grebel

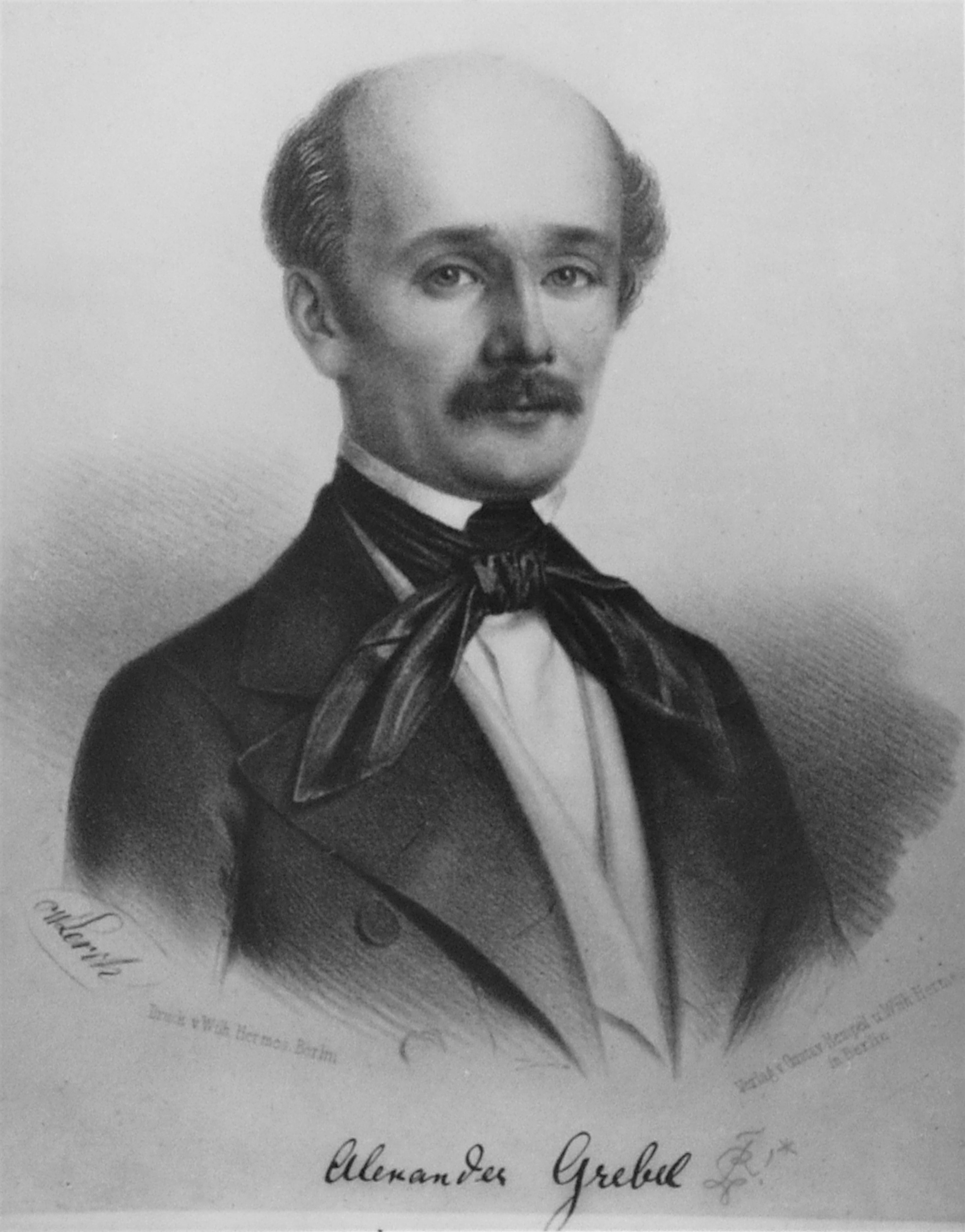
Grebel Alexander

Alexander Grebel (* 3. Juli 1806 in Koblenz; † 3. Februar 1870 in St. Goar) war ein deutscher Jurist und Politiker. 

## Leben
Grebels Eltern waren der Advokat und Notar Matthias Grebel und seine Ehefrau Sybilla geb. Häusel. Er besuchte das Gymnasium in Koblenz. Nach dem Abitur studierte er an der Rheinischen Friedrich-Wilhelms-Universität Bonn und der Ruprecht-Karls-Universität Heidelberg Rechtswissenschaft. 1829 wurde er Mitglied des Corps Rhenania Bonn. 1832 schloss er sich dem Corps Rhenania Heidelberg an. Nach dem Referendariat wurde er 1834 Friedensrichter in Karden. 1838 kam er als Friedensrichter nach St. Goar. Grebel war Mitglied des Vorparlaments der Frankfurter Nationalversammlung und der Preußischen Nationalversammlung von 1848. 1849 saß er für den Wahlkreis Düsseldorf im Preußischen Abgeordnetenhaus. Er gehörte der Fraktion der Äußersten Linken an. Er verfasste einige heimatkundliche Schriften über die St. Goarer Region. Grebel war verheiratet mit Margarethe von Metzen, Tochter des Offiziers Johann Jakob von Metzen († 1813) aus Ehrenbreitstein, mit der er vier Söhne und eine Tochter hatte.

## Ehrungen
- Ernennung zum Ehrenmitglied des Corps Rhenania Bonn
- Eine Gasse in der St. Goarer Altstadt trägt seinen Namen.

## Schriften
- Das Schloss und die Festung Rheinfels. Carl Sassenroth: St. Goar (1844)
- Geschichte der Stadt St. Goar. Carl Sassenroth: St. Goar (1848)